# 黒獅子勇蔵
黒獅子 勇蔵（くろじし ゆうぞう、1939年2月2日 - 没年不明）は、大阪府泉南郡岬町出身で、二所ノ関部屋に所属した大相撲力士。本名は尾崎 勇（おざき いさむ）。最高位は東前頭12枚目（1963年9月場所）。現役時代の体格は174cm、95kg。得意手は右四つ、寄り。

## 来歴・人物
岸和田市立産業高校在学時は、相撲部で活躍した。高校を卒業後上京し、元大関・佐賀ノ花が率いる二所ノ関部屋に入門。1957年3月場所で初土俵を踏んだ。当初の四股名は、本名でもある「尾崎」。
体格には余り恵まれていなかったが、速攻と寄りを武器に着実に出世し、1962年9月場所で十両に昇進した。そして同場所より「黒獅子」に改名したが、この四股名の名付け親は同部屋の横綱・大鵬や弟弟子の麒麟児（後の大関・大麒麟）の時と同じく、二所ノ関親方（元・佐賀ノ花）であった。
その後、1963年7月場所で新入幕を果たすも、手首の怪我に見舞われた事によって僅か2場所で幕内の座から陥落。
以降も負傷の影響で不本意な成績が続き、現役晩年は幕下50枚目まで番付を落として1965年1月場所後、25歳という若さで廃業した。
廃業後は帰郷して寿司屋を営んでいたが、大鵬親方からの誘いを受け、1972年より暫くの間大鵬部屋でコーチとして後輩達を指導した。
その後は、再度故郷に戻り、建築業に従事したという。

## 人物・エピソード
- 三瓶山、大蛇川、大麒麟などと共にいわゆる「大鵬の付け人七人衆」の1人として当時の相撲界では名前が知られていた[2]。
- 大鵬とは麻雀仲間同士でもあったが、大鵬は麻雀が弱かったため4人麻雀を行った時に大鵬に1人負けさせた事もある[2]。
- 1963年4月19日の昼間、稽古を終えて風呂で汗を流した後の大鵬、黒獅子、玉嵐、顔見知りの記者達が、豪華なステレオから流れる歌を聴きながら雑談に花を咲かせた。歌は鉄砲光三郎のヒット曲、『河内音頭』。とある部分をとらえ、大鵬が、河内出身ではないが隣接の泉州生まれの黒獅子に向かって「のう、黒獅子よ、歌のような情熱でいっちょうやってみんかいな。すべてが可能になるらしいぜ、ハッハッハー」と冷やかした。そんなところ大鵬の元へ、スズランの花が届けられた。郷土でスズランに囲まれて育っていた大鵬は香りを楽しんでいたが、黒獅子は「ユリか蘭のような強烈な香りではないね。これは香水になりそうもない」と混ぜ返した。だが、同じ北海道出身の玉嵐は「でもほら、花の香りだけじゃなく葉のほうの香りも強いだろう。これがスズランのいいところさ。ユリや蘭はプーンと花そのものの香りが強すぎて、草花という感じがしない」とやり返した[2]。

## 主な戦績
- 通算成績：223勝191敗6休 勝率.539
- 幕内成績：11勝19敗 勝率.367
- 現役在位：47場所
- 幕内在位：2場所
- 各段優勝
  - 序ノ口優勝：1回（1957年5月場所）

### 場所別成績
| | 一月場所 初場所（東京） | 三月場所 春場所（大阪） | 五月場所 夏場所（東京） | 七月場所 名古屋場所（愛知） | 九月場所 秋場所（東京） | 十一月場所 九州場所（福岡） |
| --- | ----------------------- | ----------------------- | ----------------------- | --------------------------- | ----------------------- | --------------------------- |
| 1957年 （昭和32年） | x                       | （前相撲）              | 西序ノ口13枚目 優勝 8–0 | x                           | 東序二段35枚目 5–3      | 東三段目94枚目 5–3          |
| 1958年 （昭和33年） | 西三段目76枚目 4–4      | 西三段目70枚目 5–3      | 西三段目55枚目 7–1      | 東三段目13枚目 3–5          | 西三段目19枚目 5–3      | 西三段目12枚目 5–3          |
| 1959年 （昭和34年） | 西三段目筆頭 6–2        | 西幕下70枚目 5–3        | 東幕下65枚目 4–4        | 東幕下62枚目 4–4            | 東幕下62枚目 4–4        | 西幕下60枚目 6–2            |
| 1960年 （昭和35年） | 東幕下46枚目 4–4        | 東幕下38枚目 5–3        | 東幕下29枚目 4–4        | 西幕下27枚目 0–1–6          | 西幕下57枚目 4–3        | 西幕下49枚目 5–2            |
| 1961年 （昭和36年） | 東幕下39枚目 5–2        | 東幕下29枚目 3–4        | 西幕下37枚目 5–2        | 西幕下31枚目 4–3            | 西幕下27枚目 4–3        | 西幕下22枚目 3–4            |
| 1962年 （昭和37年） | 西幕下29枚目 6–1        | 東幕下12枚目 4–3        | 東幕下8枚目 5–2         | 西幕下3枚目 6–1             | 西十両17枚目 8–7        | 東十両16枚目 7–8            |
| 1963年 （昭和38年） | 西十両16枚目 10–5       | 西十両6枚目 10–5        | 西十両3枚目 11–4        | 西前頭15枚目 8–7            | 東前頭12枚目 3–12       | 東十両4枚目 5–10            |
| 1964年 （昭和39年） | 東十両9枚目 5–10        | 西十両15枚目 4–11       | 東幕下3枚目 2–5         | 東幕下12枚目 2–5            | 東幕下23枚目 1–6        | 西幕下44枚目 3–4            |
| 1965年 （昭和40年） | 西幕下50枚目 引退 1–6–0 | x                       | x                       | x                           | x                       | x                           |
| 各欄の数字は、「勝ち-負け-休場」を示す。 優勝 引退 休場 十両 幕下 三賞：敢=敢闘賞、殊=殊勲賞、技=技能賞 その他：★=金星 番付階級：幕内 - 十両 - 幕下 - 三段目 - 序二段 - 序ノ口 幕内序列：横綱 - 大関 - 関脇 - 小結 - 前頭（「#数字」は各位内の序列） |                         |                         |                         |                             |                         |                             |

### 幕内対戦成績
| 力士名 | 勝数 | 負数 | 力士名 | 勝数 | 負数 | 力士名 | 勝数 | 負数 | 力士名 | 勝数 | 負数 |
| ------ | ---- | ---- | ------ | ---- | ---- | ------ | ---- | ---- | ------ | ---- | ---- |
| 天津風 | 1    | 1    | 宇多川 | 1    | 0    | 大晃   | 1    | 0    | 金乃花 | 0    | 1    |
| 清勢川 | 1    | 0    | 高鐵山 | 1    | 0    | 逆鉾   | 1    | 1    | 大雄   | 1    | 0    |
| 常錦   | 1    | 1    | 出羽錦 | 0    | 1    | 栃王山 | 0    | 1    | 豊國   | 1    | 1    |
| 羽黒山 | 0    | 2    | 廣川   | 0    | 1    | 房錦   | 0    | 1    | 明武谷 | 0    | 2    |
| 若浪   | 0    | 2    | 若羽黒 | 0    | 1    | 若前田 | 1    | 1    |        |      |      |

## 改名歴
- 尾崎 勇（おざき いさむ、1957年5月場所-1962年7月場所）
- 黒獅子 勇蔵（勇藏）（くろじし ゆうぞう、1962年9月場所-1965年1月場所）